# Prix Raymond Fouard
Prix Raymond Fouard är ett årligt travlopp för 4-åriga varmblodiga travhästar som körs på Vincennesbanan utanför Paris i Frankrike varje år i slutet av juni. Det är ett Grupp 3-lopp, det vill säga ett lopp av tredje högsta internationella klass. Förstapris är 36 000 euro. Loppet körs sedan 2022 över distansen 2 175 meter.

## Vinnare
| År   | Häst               | Far                | Kusk                  | Tränare                 | Tid/km |
| ---- | ------------------ | ------------------ | --------------------- | ----------------------- | ------ |
| 2025 | Liza Josselyn      | Ready Cash         | Jean-Michel Bazire    | Jean-Michel Bazire      | 1'10"7 |
| 2024 | Keep Going         | Follow You         | Mathieu Mottier       | Mathieu Mottier         | 1'10"3 |
| 2023 | Jushua Tree        | Bold Eagle         | Jean-Michel Bazire    | Jean-Michel Bazire      | 1'10"4 |
| 2022 | Idao de Tillard    | Severino           | Clément Duvaldestin   | Thierry Duvaldestin     | 1'11"3 |
| 2021 | Hooker Berry       | Booster Winner     | Jean-Michel Bazire    | Frank Leblanc           | 1'12"6 |
| 2020 | Golden Bridge      | Ready Cash         | David Thomain         | Philippe Allaire        | 1'13"8 |
| 2019 | Ids Boko           | From Above         | Robin Bakker          | Paul Hagoort            | 1'14"7 |
| 2018 | Earl Simon         | Prodigious         | Franck Ouvrie         | Jarmo Niskanen          | 1'13"9 |
| 2017 | Orlando Jet        | Orlando Vici       | Rudolf Haller         | Rudolf Haller           | 1'15"0 |
| 2016 | Tony Gio           | Varenne            | Christophe Martens    | Vincent Martens         | 1'13"2 |
| 2015 | Beau Gamin         | Quinoa du Gers     | Éric Raffin           | Sebastien Guarato       | 1'13"7 |
| 2014 | Athos des Elfes    | Ganymède           | Joel Van Eeckhaute    | Joel Van Eeckhaute      | 1'12"7 |
| 2013 | Clint W Boko       | Abano As           | Dominik Locqueneux    | Paul Hagoort            | 1'13"7 |
| 2012 | Uhlan du Val       | Islero de Bellouet | Cedric Megissier      | Cedric Megissier        | 1'13"0 |
| 2011 | Turbo Jet          | Joyau d'Amour      | Jean-Étienne Dubois   | Jean-Étienne Dubois     | 1'13"8 |
| 2010 | Satchmo Wood       | Goetmals Wood      | Jean-Michel Bazire    | Louis Baudron           | 1'14"1 |
| 2009 | Le Touquet         | Daguet Rapide      | Pietro Gubellini      | Edoardo Gubellini       | 1'16"1 |
| 2008 | Quarla             | Extreme Dream      | Franck Nivard         | Claude Campain          | 1'14"6 |
| 2007 | Pitt Cade          | Fortuna Fant       | Jean-Claude Hallais   | Jean-Claude Hallais     | 1'16"0 |
| 2006 | Otello Pierji      | Buvetier d'Aunou   | Michel Lenoir         | Michel Lenoir           | 1'13"1 |
| 2005 | Ambassador As      | Dylan Lobell       | Roland Hülskath       | Cees Kamminga           | 1'13"6 |
| 2004 | Västerbo Jetlag    | Choctaw Brave      | Michel Lenoir         | Fabrice Souloy          | 1'14"8 |
| 2003 | Land du Coglais    | And Arifant        | Michel Lenoir         | Michel Lenoir           | 1'15"4 |
| 2002 | Kelle Emotion      | Défi d'Aunou       | Jean-Michel Bazire    | Laurent-Claude Abrivard | 1'15"0 |
| 2001 | Jag de Bellouet    | Viking's Way       | Christophe Gallier    | Christophe Gallier      | 1'16"0 |
| 2000 | In Foot            | Coktail Jet        | Jean-Étienne Dubois   | Jean-Étienne Dubois     | 1'15"4 |
| 1999 | Hermes du Buisson  | Buvetier d'Aunou   | Jean-Pierre Dubois    | Jean-Pierre Dubois      | 1'15"8 |
| 1998 | Giant Cat          | Quito de Talonay   | Nicolas Roussel       | Nicolas Roussel         | 1'15"6 |
| 1997 | Fee de Billeron    | Twist de Monts     | Bernard Piton         | Pierre Clairy           | 1'16"9 |
| 1996 | Elio Josselyn      | Armbro Goal        | Jean-Pierre Dubois    | Jean-Pierre Dubois      | 1'15"3 |
| 1995 | Duc de Gascogne    | Sebrazac           | Jos Verbeeck          | Jean Louis Peupion      | 1'17"2 |
| 1994 | Cherry Black       | Kepi Vert          | Franck Ouvrie         | Jean-Pierre Dubois      | 1'17"2 |
| 1993 | Baie d'Hurtebise   | Jibilo             | Rik Depuydt           | Gerard Tricart          | 1'18"5 |
| 1992 | Artificier         | Mon Tourbillon     | Jean-Pierre Viel      | Jean-Pierre Viel        | 1'19"9 |
| 1991 | Vox Dea            | Chambon P          | Yves Dreux            | Jean-Louis Peupion      | 1'18"3 |
| 1990 | Ultime Atout       | Jalno              | Ghislain Fontenay     | Ghislain Fontenay       | 1'17"8 |
| 1989 | Tissounet          | Franc Quito        | Gerard Mascle         | Gerard Mascle           | 1'18"5 |
| 1988 | Spitzer            | Borgia III         | Bernard Oger          | Leopold Verroken        | 1'19"4 |
| 1987 | Rutebeuf           | Bill D             | Jean-Pierre Viel      | Georges Bouin           | 1'19"5 |
| 1986 | Quillio Brillouard | Fakir du Vivier    | Jean-Claude Hallais   | Jean-Claude Hallais     | 1'18"9 |
| 1985 | Pat de Crepieux    | Tatius             | Michel-Marcel Gougeon | Jean Louis Peupion      | 1'20"0 |
| 1984 | Oregonien          | Cameo              | Christian Bezier      | Christian Bezier        | 1'18"8 |
| 1983 | Norguson           | Borgia III         | Stig Engberg          | Stig Engberg            | 1'20"3 |
| 1982 | Mistral d'Anisy    | Tivaso P           | Erick Fautrad         | Maurice Lambert         | 1'21"2 |
| 1981 | Luron de la Tour   | Souvenir           | Serge Reze            | Serge Reze              | 1'20"6 |
| 1980 | Karengada          | Bellouet           | Ghislain Fontenay     | Ghislain Fontenay       | 1'20"6 |